# Saint-Nizier-d'Azergues
Saint-Nizier-d'Azergues är en kommun i departementet Rhône i regionen Auvergne-Rhône-Alpes i östra Frankrike. Kommunen ligger i kantonen Lamure-sur-Azergues som tillhör arrondissementet Villefranche-sur-Saône. År 2022 hade Saint-Nizier-d'Azergues 776 invånare.

## Befolkningsutveckling
Antalet invånare i kommunen Saint-Nizier-d'Azergues
| Referens: INSEE |